# نينغو فلو
إدوين روزا فازكيز (بالإسبانية: Edwin Rosa Vázquez)‏ مواليد 15 أكتوبر 1981، المعروف باسم نينغو فلو (بالإسبانية: Ñengo Flow)‏، هو مغني راب ومغني وكاتب أغاني من بورتوريكو. ولد في منطقة ريو بيدراس في سان خوان ونشأ في بايامون حيث بدأ في مجال الموسيقى. في سن الرابعة عشرة، قدم أورتيز لأول مرة على خشبة المسرح في الحي حيث كان يعيش في حركة مجتمعية.
نينغو فلو هو واحد من أغنى فناني الريغيه تون وبلغ صافي ثروته 8 ملايين دولار في عام 2017 .

## المسيرة الفنية
بعد بضع سنوات، أصبح أورتيز معروفًا باسم نينغو فلو. كان أول عمل له كفنان هو إطلاق شريط مختلط مع الزملاء والأصدقاء. ثم أصدر أول ألبوم استوديو له Flow Callejero في 2005. واصل إصدار mixtapes بما في ذلك El Combo Que No Se Deja في عام 2007 و La Verdadera Calle في عام 2010. كما ظهر في العديد من ألبومات تجميع ريغيه تون بما في ذلك Los Anormales (2004) وSangre Nueva (2005) وDJ Joe - Abusando del Género (2006). في عام 2011، أطلق ألبومه Real G4 Life وفي عام 2012 Real G4 Life 2 وكذلك Real G4 Life 2.5. وصله إلى المركز 75 على مخطط بيلبورد لأعلى الألبومات اللاتينية بينما وصل الإصدار 2.5 إلى الرقم 61 على نفس الرسم البياني. أيضًا في عام 2012، ظهر في ألبومات العديد من الفنانين، بما في ذلك Ivy Queen's Musa بينما قدم أيضًا غناء غير معتمد لأغنية La Killer.
تم ترشيح حفل نينغو فلو Real G4 Life لجائزة بريميوس تو موسيكا أوربانو لعام 2019.

## روابط خارجية
- نينغو فلو التسجيلات من ديسكاغز.كوم
- Ñengo Flow ديسكغرفي في ميوزك برينز